# Željko Škuljević
Prof. dr. Željko Škuljević (Zenica, 28. kolovoza 1953. – Zenica, 4. veljače 2019.), suvremeni bosanskohercegovački filozof.
Diplomirao sociologiju na Fakultetu političkih nauka u Sarajevu, magistrirao filozofiju znanosti u Zagrebu, a doktorirao čistu filozofiju u Sarajevu 1991. tezom posvećenom filozofiji Branislava Petronijevića. Objavljena kao knjiga 1997. Bio je redovni profesor na katedri za filozofiju i sociologiju na Univerzitetu u Zenici.
Objavio veći broj tekstova i studija iz područja povijesti filozofije, raznih filozofskih disciplina i domaće filozofske baštine, te filozofije književnosti i "poetozofije" u mnogim časopisima u Bosni i Hercegovini, Srbiji i Hrvatskoj. 
Također je objavio pet knjiga poezije. Član Društva pisaca Bosne i Hercegovine.

## Djela
Poezija
- Govorenje između, 1983.
- Ledeni nokturno, 1986.
- Pokrenuše se čuda, 1988.
- Bosanske elegije, 1993.
- Orfejev povratak, 1996.

Eseji
- Bosanski brevijar, 1998.

Filozofija
- Filozofski podsjetnik, 1994., 2000.
- Dijalog sa Sokratom, 1996.
- Filozofija između originalnosti i eklekticizma, Zenica: Hijatus, 1997.
- Sofistika kao istina privida, 2002.
- Ogledi iz Grčke filozofije, 2003.
- Od sofista do Nietzschea, 2003.
- Pozornica kirenaičke misli, 2008.
- Manifest ateizma, 2012.